# Athroolopha prieta
Athroolopha prieta är en fjärilsart som beskrevs av Ribbe 1912. Athroolopha prieta ingår i släktet Athroolopha och familjen mätare. Inga underarter finns listade i Catalogue of Life.